# Casa de las Máscaras
La Casa de las Máscaras es el nombre que recibe una antigua casa privada de la isla de Delos, en Grecia.  Sus ruinas forman parte del yacimiento arqueológico de Delos, declarado Patrimonio de la Humanidad por la Unesco. Más concretamente, el yacimiento forma parte del llamado barrio Teatral de Delos.

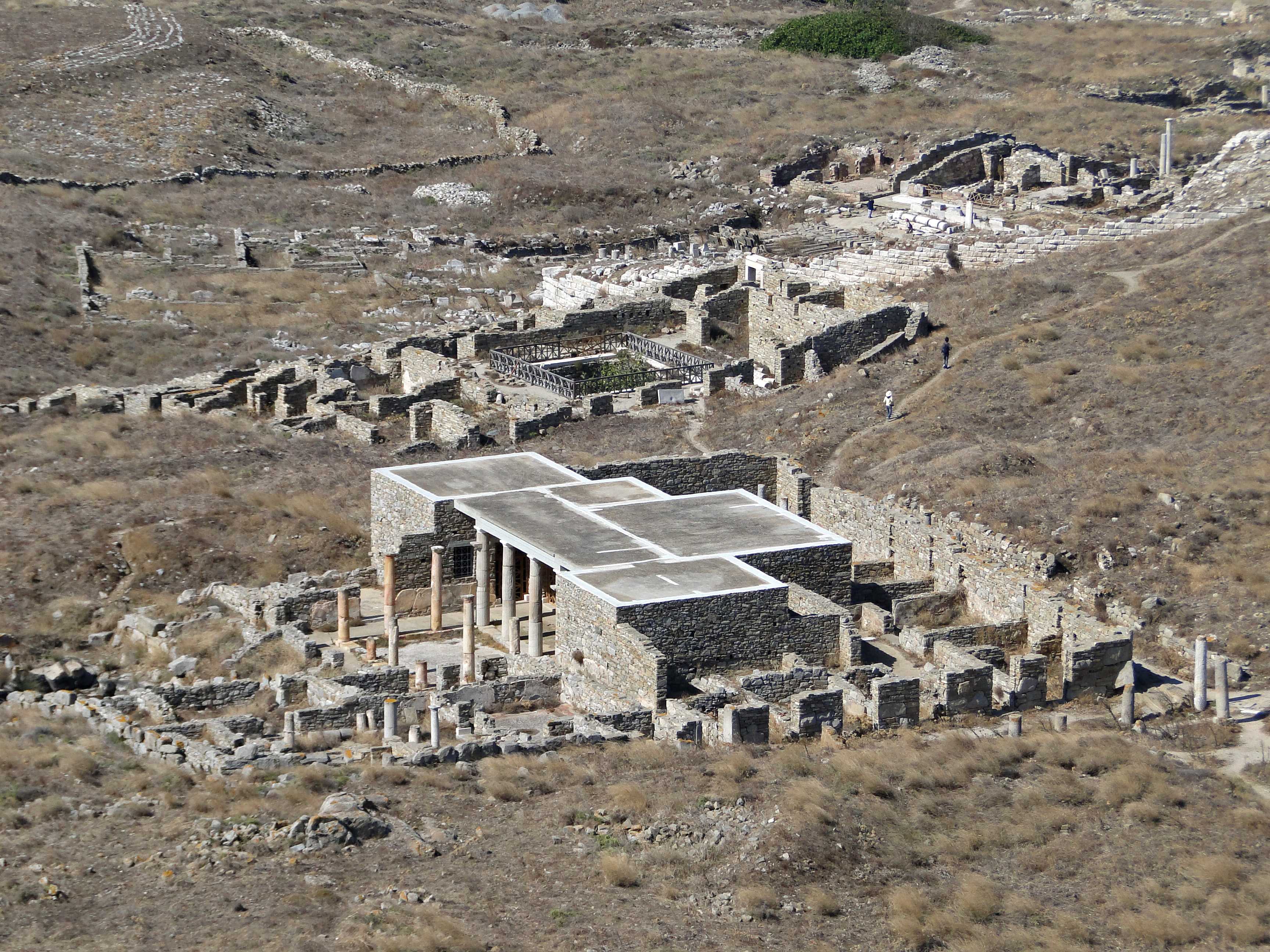
Ruinas de la Casa de las Máscaras.

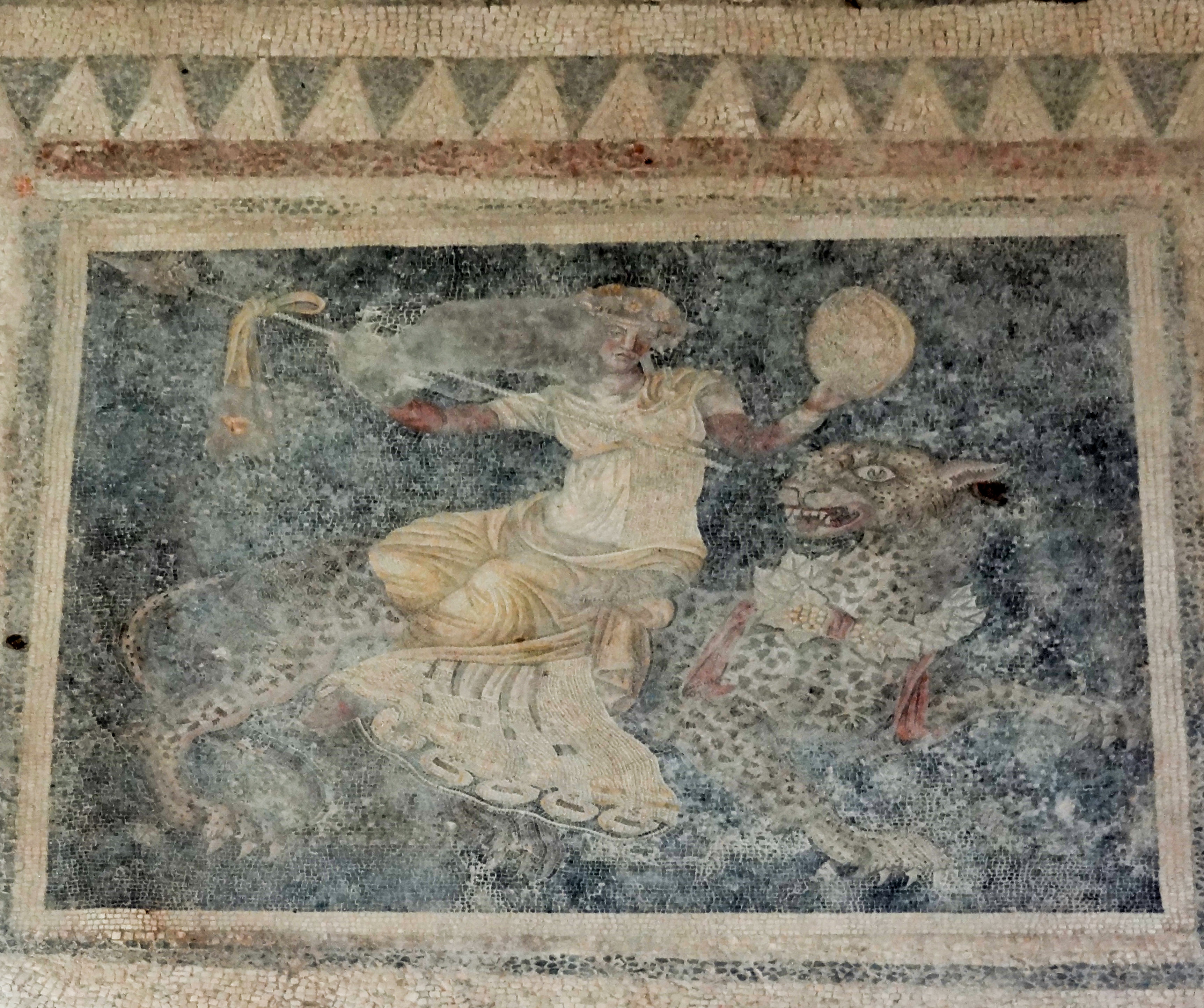
Mosaicos del suelo de la Casa de las Máscaras: Dioniso monta un leopardo.

Fue construida en el período helenístico alrededor de 120-80 a. C. Se encuentra al sureste del Teatro de Delos y es una de las muchas casas privadas helenísticas ornamentadas de Delos. Es posible que el edificio sirviera de alojamiento a los actores que visitaban Delos. Además del teatro, la Casa de las Máscaras se encuentra cerca de la llamada Casa de los Delfines.

La casa tiene patios con columnatas y numerosas habitaciones. La fachada probablemente tenía una columnata. Los suelos de las habitaciones están decorados con mosaicos que representan temas relacionados con Dioniso y el teatro griego. Los mosaicos más famosos representan a Dioniso montado en un leopardo y las diez máscaras teatrales que dan nombre al edificio. Las paredes del edificio se pintaron para que parecieran de mármol.